# Charles Delange
Charles Delange (mort en 1871) est un chansonnier français.

## Biographie
On lui doit de nombreuses chansons du répertoire du XIXe siècle ainsi qu'une opérette en 1856, Un monsieur bien servi représentée au Théâtre Déjazet.

## Œuvres
- Les Aventures d'une cane, chansonnette curiosité musicale, musique de Clapisson, 1834
- Le Bureau de placement !, scène comique, musique de Plantade, 1843
- Le Tombeau des secrets !, chansonnette, musique de Plantade, 1843
- Beloiseau le modèle !, scène comique, musique de Nargeot, 1844
- Ce que disent les Cloches !, romance, musique de Plantade, 1844
- Gennaro ou l'Enfant du môle, mélodie, musique d'Abel d'Adhémar, 1844
- Monsieur mon-filleul !, chansonnette, musique de Nargeot, 1844
- Le Capitaine Craquefort !, voyage de circumdivagation, musique de Plantade, 1846
- Le Galop de la vie !, musique de Plantade, 1846
- Histoire de Cendrillon racontée par le caporal Gobin à son retour d' Afrique, sur l'air de Ramonez-ci, ramonez-là !, chansonnette, musique de Plantade, 1846
- Le Souffleur du théâtre !, chansonnette avec parlé ad libitum, musique de Plantade, 1846
- Les Rues de Paris ou le Nouveau Conducteur parisien !, chanson, musique de Plantade, 1846
- Riquet à la houppe ou l'Avantage d'avoir du toupet !, sur l'air de Cadet-Roussel est bon enfant, musique de Plantade, 1846
- Le Petit Chaperon rouge ou Les vrais amis sont les gens impolis !, sur l'air de Bonjour mon ami Vincent !, musique de Plantade, 1846[1]
- Les Désagréments, de Pyrame et Thisbe dans leurs amours !, sur l'air de la Catacoua, musique de Parizot, 1847
- Le Jugement de Salomon ou l'Enfant changé en nourrice, cause célèbre sur l'air de Allez-vous en, gens de la noce, musique d'Albert Clément, 1847
- Le Petit Poucet ou l'Art de s'enrichir !, musique de Plantade, 1847
- Album de huit mélodies pour voix et piano, avec Hippolyte-Louis Guérin de Litteau, musique de Antoine-Louis Clapisson, 1848
- Le Corricolo, musique de Clapisson, 1848
- Ma Cunégonde ou l'Heure du berger !, sérénade, musique de Lhuillier, 1848
- La Tirelire à Jacquot, musique de Clapisson, 1848
- Tout tourne au moulin, musique de Clapisson, 1848
- La Poste aux Commissions ou les Relais d'hommes, scène comique, paroles et musique, 1848
- Album de dix mélodies pour voix et piano, avec Xavier Eyma et Francis Tourte, 1849
- L'Ane-à-Baptiste ou Moucheron à la représentation du Prophète, parodie sur l'air de la Catacoua, 1849
- Avez-vous vu mon parapluie !, perquisition désespérée, musique de Plantade, 1849
- Azor ou le Bichon de la marquise !, chansonnette, musique de Plantade, 1849
- Le Couvreur du Théâtre Français, ou Adrienne Lecouvreur, racontée par Mme Godiche, chanson comique sur l'air de Nicodème, dans la lune ou l'autre pour la p'tit' Isabelle, 1849
- La Fée aux blonds cheveux !, fabliau, musique de Lhuillier, 1849
- La Fête à Suzon !, chanson en trois couplets, musique de Lhuillier, 1849
- Le Mari au bal, duettino, 1849
- Pataud !, musique de Lhuillier, 1849
- L’Âne savant ou le Plus Amoureux de la société !, musique de Charles-François Plantade, 1850
- Le Nom de ta mère, musique de Clapisson, 1850
- Le Perroquet indiscret !, chansonnette, musique de Plantade, 1850
- Les Soupirs de Maclou !, chansonnette, musique de Plantade, 1850
- Angélique et Médor, épopée chevaleresque sur l'air de Il pleut, il pleut bergère, 1851
- Le Bout de l'oreille, fantaisie, sur l'air de j'ai vu la manière en passant, 1851
- Le Caporal aux ombres chinoises !, scène comique, 1851
- Le Furet du bois joli, chansonnette, 1851
- Le Marchand forain, air bouffe, musique de Clapisson, 1851
- Si j'étais t'invisible !, chansonnette, musique de Lhuillier, 1852
- Le Bal des fleurs !, fabliau, musique d'Edmond Lhuillier, 1853
- Le Duel de Binochet !, chansonnette, musique de Plantade, 1853
- Le Groom à la broche ou les Abominations du château de Kercassbec !, chansonnette, musique de Plantade, 1853
- L'Hirondelle du quartier ou la Boite aux lettres !, musique de Plantade, 1853
- Les Bâtons de vieillesse, récit, 1854
- La Dot du berger Richard, chansonnette, musique d'Henrion, 1854
- La Mère aux oiseaux, chansonnette, 1854
- Une feuille de rose !, romance, musique de Lhuillier, 1854
- Pierrot le poltron !, scène comique, musique de Lhuillier, 1854
- Une chaumière et son cœur, chansonnette, musique de Durand, 1855
- A bas les almanachs !, chansonnette, musique d'Émile Durand, 1856
- La Fête de l'orpheline, romance, musique de Durand, 1856
- Un monsieur bien servi, opérette musique de Nargeot, 1856
- À la Houppe ! Là, houp, là ! Ou le coiffeur à la mode, musique de Julien Nargeot, 1857
- Les Noms propres, chansonnette, musique de Durand, 1857
- L'Arbre mort, mélodie, musique de Durand, 1857
- Le Bonheur ignoré, romance, musique de Durand, 1857
- La Boutique à Jean-Pierre, chansonnette comique, musique de Durand, 1857
- L'Écheveau de fil, bluette, musique de Durand, 1857
- Une femme à vapeurs ! Locomotive conjugale à haute pression, musique de Parizot, 1857
- L'Incomparable, Mirobolanpouff, parade charlatanesque, musique de Vialon, 1857
- Jeanne s'amuse en chemin, chansonnette, musique de Clapisson, 1857
- J'trouve ça bête ! (Petite revue pour rire), 1857
- Manon, Manette ! Lamentation champêtre, musique de Parizot, 1857
- Othello et Desdémone !, duo bouffe, musique d'Henrion, 1857
- Le Père Pince-tout, garde champêtre !, scène comique, musique de Parizot, 1857
- Le Père Sabremioche ! Bousculade amicale d'un vieux grognard, musique de Parizot, 1857
- Un puits de mélodie !, ode-scène, musique de Parizot, 1857
- La Vedette surprise, musique de Durand, 1857
- L'Anglais champêtre !, scène comique, musique d'Henrion, 1858
- Marchand de coco !, chansonnette, musique de Parizot, 1858
- Capable de tout !, chansonnette villageoise, musique de Parizot, 1858
- Le Chevalier du lustre !, musique de Parizot, 1858
- Cœur d'or, historiette, musique d'Henrion, 1858
- Une âme au ciel, mélodie pour soprano ou ténor, musique de Durand, 1858
- L'Homme machine vivant et respirant par le sifflet, musique de Parizot, 1858
- Mr Grognon !, boutade humoristique, musique de Parizot, 1858
- La Musique pour rire. Frontispice lyricocaricatural, musique de Durand, 1858
- Plus d'Accidents ! Assurance universelle, musique de Vialon, 1858
- Quand les poules auront des dents, musique de Clapisson, 1858
- La Servante de Molière !, impressions dramatiques, musique de Parizot, 1858
- Tout en plan ! Plan net de notre planète, musique de Parizot, 1858
- Le Toutou de Mylord !, complainte, musique de Parizot, 1858
- Le Parrain d'une cloche. Carillon, musique de Clapisson, 1859
- Un chevau-léger du roi ou Mon portrait d'autrefois, musique de Parizot, 1859
- Le Crime de Lustucru !, cause célèbre, musique de Parizot, 1859
- Heureux en Femmes !, chansonnette, musique d'Henrion, 1859
- Sur les bords de l'Ohio, chanson nègre, musique de Parizot, 1859
- Ah ! Si, j'étais l'amour !, musique de Paul Henrion, 1860
- Le Biberon musical !, harmoni-pompe à jet continu, musique d'Antoine Vialon, 1860
- Le Docteur Moriko !, musique de Robillard, 1860
- Philémon et Baucis !, scène comique, musique de Robillard, 1860
- Le Portrait de la grand'mère, musique de Antoine-Louis Malliot, 1860
- Sœur Anne !, fantaisie, musique d'Henrion, 1860
- Le Bas de Madeleine, romancette, musique d'Étienne Arnaud, 1861
- Ce que c'est que d'avoir un nez !, chansonnette, musique de Parizot, 1861
- Le Chemin de l'enfant, mélodie, musique de Durand, 1861
- Coquelicot-ci coquelicot là, historiette, musique d'Émile Ettling, 1861
- Eh ! Dam ! L'on est ben aise !, musique de Robillard, 1861
- Madame Flafla ! Photographie d'une poupée, musique de Parizot, 1861
- Madame Plumet et sa demoiselle !, scène comique, musique de Robillard, 1861
- Les Malheurs d'un hanneton !, bourdonnement musical, musique de Parizot, 1861
- Les Mémoires d'une bergère !, confidence, musique de Parizot, 1861
- Le Nid du berger !, musique de Robillard, 1861
- L'Ognon de ma tante !, scène comique, musique de Parizot, 1861
- Le Petit Chinois joli ! Impressions de voyage, musique de Parizot, 1861
- La Petite aux yeux bleus !, mélodie, musique de Parizot, 1861
- V'la' c'que c'est qu' d'avoir des Yeux !, chansonnette, musique de Parizot, 1861
- Les Cent Amoureux de Suzon !, chansonnette, musique d'Olivier, 1862
- Charmaillou au cirque !, scène comique auvergnate, musique de Victor Robillard, 1862
- Le Dessus du panier !, chansonnette, musique d'Olivier, 1862
- Madame Batifol en Suisse, scène comique, musique d'Ettling, 1862
- Le Marchand de parapluies !, chansonnette, musique d'Olivier, 1862
- Mes yeux de 15 ans !, chansonnette, musique de Robillard, 1862
- Mme Fontaine et Mr Robinet !, duo pour un homme seul, musique d'Olivier, 1862
- Ordonnance, concernant les chiens (Protestation à 4 pattes), musique d'Olivier, 1862
- Le P'tit Marquis de la Gobinette, ou Je n'en suis pas plus sur pour ça !, musique de Robillard, 1862
- Quand on a tout perdu ! Consolations aux affligés, musique de Robillard, 1862
- Quatre Hommes et un caporal ! Histoire d'une patrouille, musique d'Olivier, 1862
- La Romance du bœuf gras !, musique d'Olivier, 1862
- Saint Pierre ou les Chefs du Paradis !, légende évangélique pour baryton ou basse, musique d'Olivier, 1862
- Le Valet de cœur !, chansonnette comique, musique de Moniot, 1862
- L'Amoureuse du régiment !, chansonnette, musique d'Olivier, 1863
- Un baiser à la dame !, souvenirs, musique de Victor Parizot, 1863
- Coco et la grise !, chansonnette, musique de Robillard, 1863
- L’École buissonnière !, chansonnette, musique d'Olivier, 1863
- Le Fantassin malade ou les Lieux qui m'ont vu naître !, exposé des besoins de la vie militaire, musique d'Olivier, 1863
- Les Gars normands !, ronde normande, musique d'Olivier, 1863
- Une mouche sur le nez !, chansonnette comique, musique d'Eugène Moniot, 1863
- La Princesse Finette !, chansonnette, musique de Robillard, 1863
- Quand on a de Ça, chansonnette, musique d'Ettling, 1863
- Tic et Couic ou la Noce de l'épicier !, balançoire, musique d'Olivier, 1863
- Le Vin tendre !, chanson, musique d'Olivier, 1863
- L'Anglais à marier !, chanson comique avec parlé, musique d'Olivier, 1864
- La Chandelle !, scie, musique d'Olivier, 1864
- Comme y t' fait, fais-li !, proverbe, musique d'Olivier, 1864
- Adieu la Marguerite !, pour mezzo-soprano, musique de Louis Diémer, 1865
- Ça n'engage à rien !, chansonnette, musique d'Olivier, 1865
- Aïe donc, mon bidet !, chansonnette, musique d'Auguste Olivier, 1866
- Je ne sais plus, ce que je veux dire !, chansonnette, musique, d'Olivier, 1866
- La Moutarde, chansonnette, musique d'Olivier, 1866
- L'Objet aimé !, première passion, musique d'Olivier, 1866
- Le Sergent bel œillet !, chansonnette militaire, musique d'Olivier, 1866
- Bonsoir, ma biche !, chansonnette, musique d'Olivier, 1867
- Du monde à dîner !, chansonnette, musique d'Olivier, 1867
- J'aime les cocottes, chansonnette comique, musique d'Ettling, 1867
- Voilà l'plaisir, Mesdames !, musique de Lhuillier, 1868
- Les Amours en garnison !, chansonnette, musique de Victor Robillard, 1872
- Le Sabot cassé !, chansonnette, mis en musique en 1907 par F. Bonoldi
- La Bavarde, chansonnette, non datée